# Kilkea
Kilkea (en irlandés: Cill Cathaigh, "Iglesia de Cathac") es una población del condado de Kildare, en la Irlanda, a 75 km de Dublín y a 15 de la ciudad de Carlow. Su término está cruzado por la carretera regional R418, de Athy a Tullow. 
Las primeras noticias de este asentamiento se corresponden con la construcción de un recinto fortificado por el normando Walter de Riddlesford, quien arrebató de esta forma al clan de los O'Toole la posesión y dominio de esta tierra.  Su hija, Emmeliene de Riddlesford, se casó con Hugh de Lacy el Joven, Señor del Ulster, quien construyó el castillo de Kilkea que aún perdura en esta población, reconvertido en un hotel de lujo. La baronía de Kilkea pasó tras la muerte de Hugh a la familia FitzGerald, señores de Kildare.

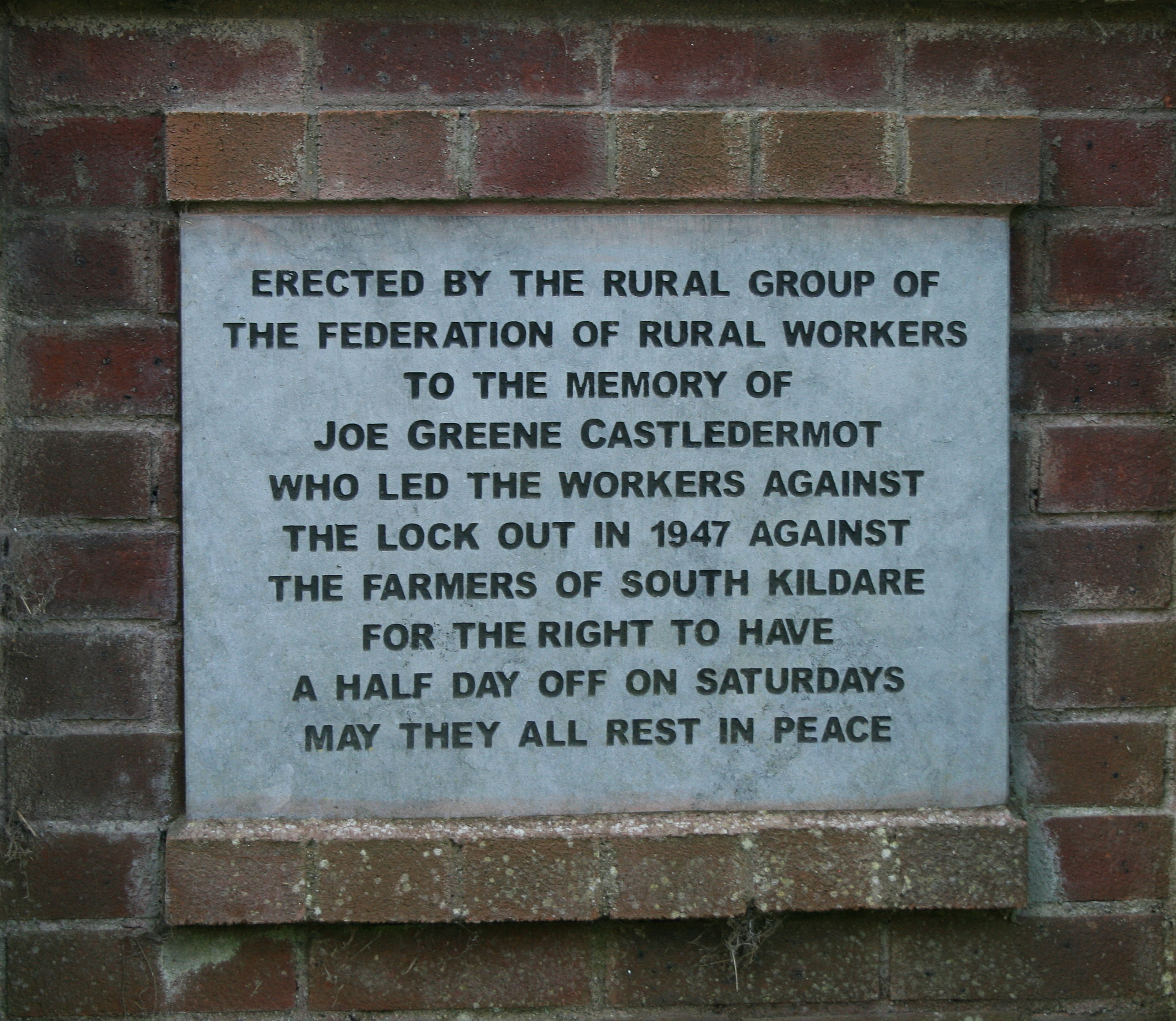
Placa conmemorativa de las reivindaciones de los trabajadores del campo en Kildare.

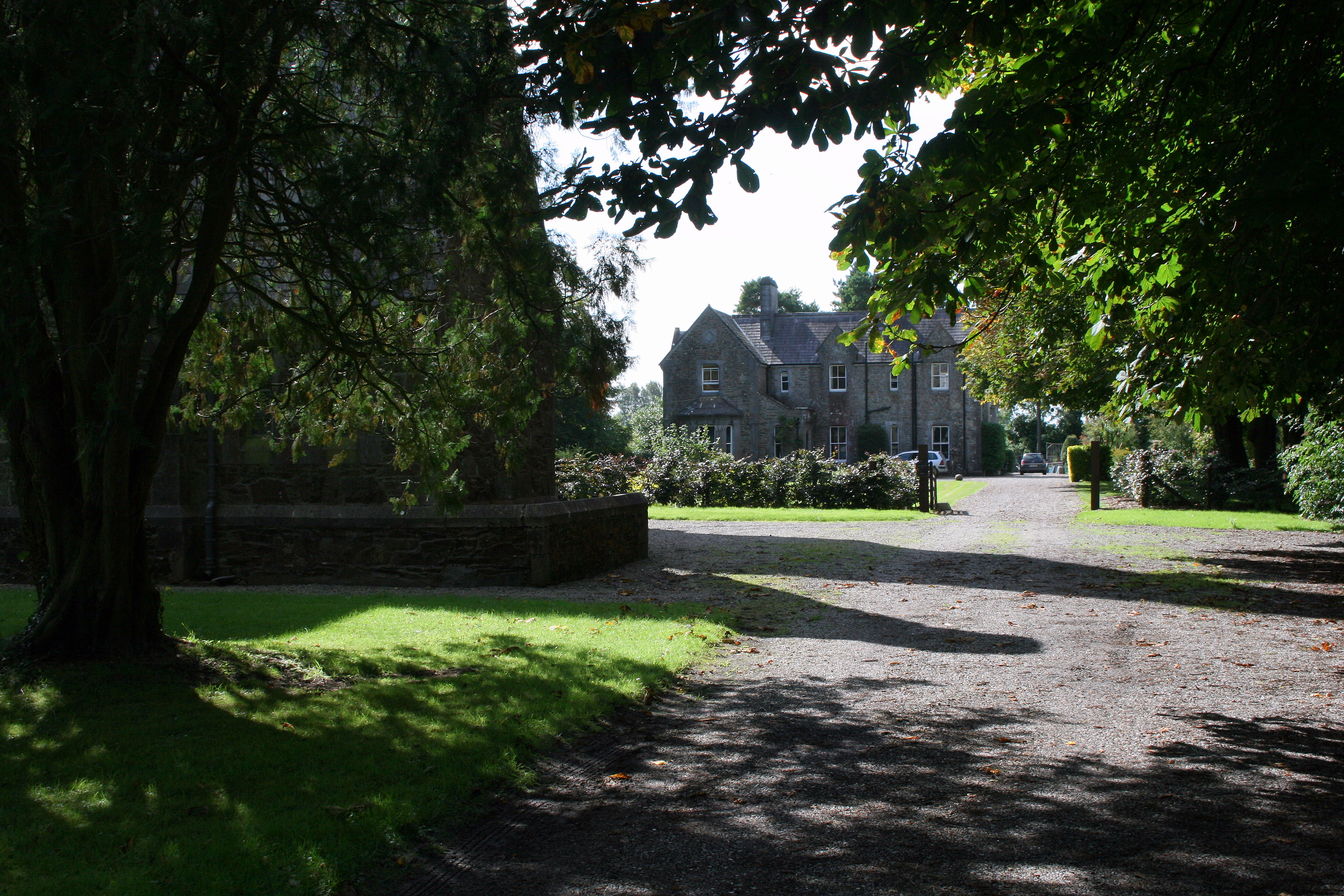
Kilkea House.

## Personajes ilustres
- El explorador antártico Ernest Shackleton (1874-1922), nació y pasó su primera infancia en esta villa, en la mansión denominada Kilkea House.